# Transcripciones de las Sinfonías de Beethoven (Liszt)

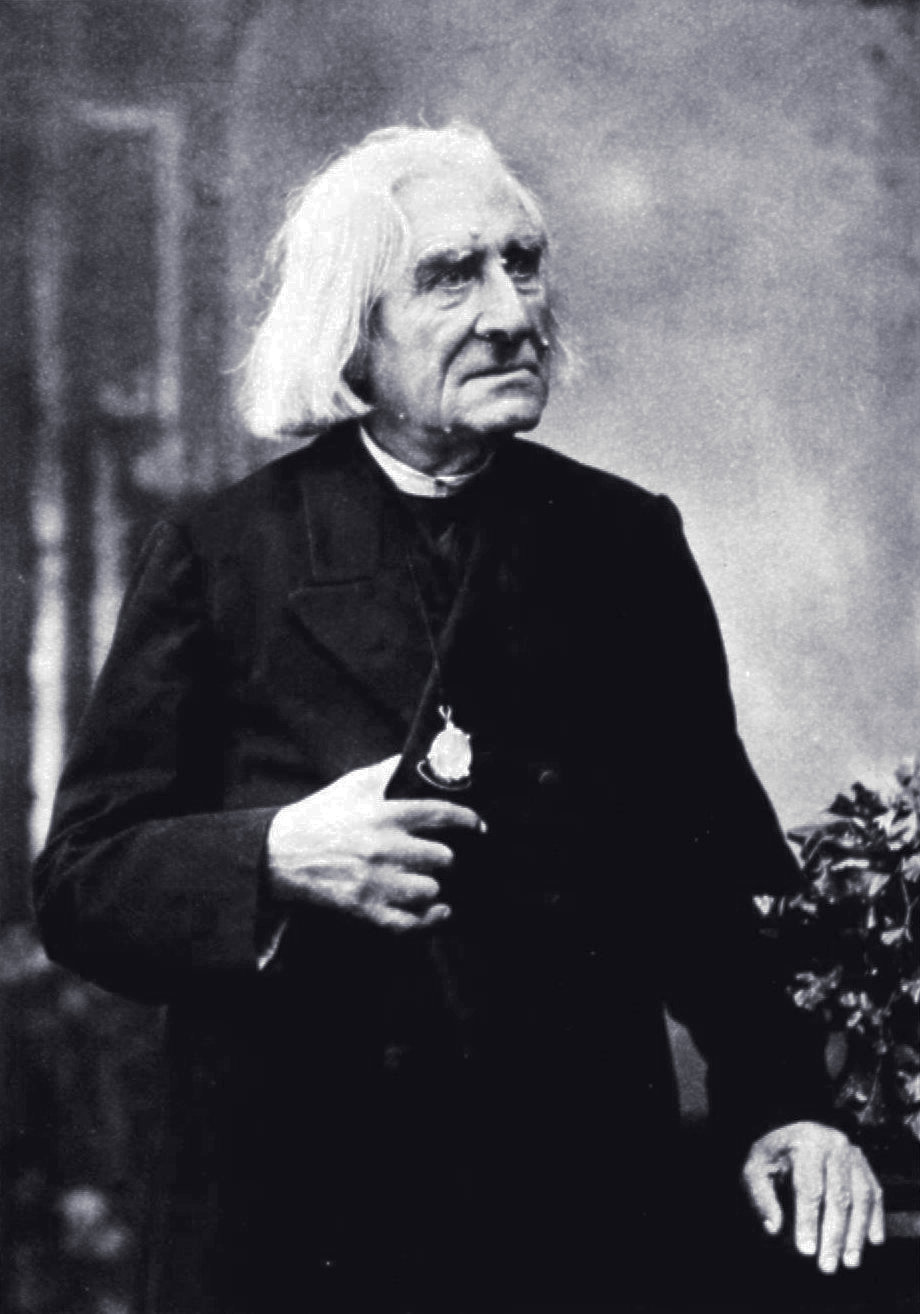
Franz Liszt en 1884, veinte años después de completar las transcripciones de las sinfonías de Beethoven.

Sinfonías de Beethoven, S. 464, son un conjunto de nueve transcripciones para piano solo creadas por Franz Liszt a partir de las Sinfonías 1 a 9 de Ludwig van Beethoven. Se encuentran entre las composiciones para piano técnicamente más exigentes jamás escritas.

## Historia
En 1837, Liszt parece haber completado las transcripciones de las sinfonías Quinta, Sexta y Séptima, de las cuales la quinta y sexta fueron publicadas por Breitkopf & Härtel y la séptima por Tobias Haslinger. En 1843 arregló el tercer movimiento de la Tercera Sinfonía, que luego fue publicada por Pietro Mechetti en 1850. Durante sus viajes por Europa en 1840, podría haber dado cierta publicidad a las sinfonías transcritas tocándolas en sus conciertos. Con tres sinfonías transcritas, Liszt dejó de lado la obra durante 23 años hasta que en 1863 la editorial Breitkopf & Härtel sugirió a Liszt que transcribiera el conjunto completo para una futura publicación. Para este trabajo, Liszt recicló sus transcripciones anteriores simplificando pasajes, afirmando que "cuanto más íntimamente se familiarizaba con Beethoven, más se aferraba a ciertas singularidades y descubría que incluso los detalles insignificantes no carecían de valor". Anotaría los nombres de los instrumentos orquestales para que el pianista los imitara, y también agregaría marcas de pedal y digitaciones para aficionados y lectores visuales.
Cuando Liszt comenzó a transcribir la Novena sinfonía, expresó que "después de una gran cantidad de experimentación en varias direcciones, no podía negar la total imposibilidad de un arreglo siquiera parcialmente satisfactorio y efectivo del cuarto movimiento. Espero que no tomen a mal prescindir de este movimiento y considerar mis arreglos de las sinfonías de Beethoven como completos al final del tercer movimiento de la Novena." (De hecho, había completado una transcripción de la Novena Sinfonía para dos pianos en 1850). Sin embargo, hizo otro intento después de una expresiva carta de Breitkopf & Härtel, y expresó "el avance alcanzado por el piano en los últimos años como resultado de los avances tanto en la técnica de interpretación como en las mejoras mecánicas permiten lograr más y mejores cosas de las que antes era posible. Gracias al inmenso desarrollo de su potencia armónica, el piano intenta cada vez más adoptar todas las composiciones orquestales. Con sus siete octavas es capaz, salvo contadas excepciones, de reproducir todas las características, todas las combinaciones, todas las formas de las obras musicales más profundas. Fue con esta intención que me embarco en el trabajo que ahora presento al mundo."  
El conjunto completo de transcripciones se publicó finalmente en 1865 y las dedicó a su yerno Hans von Bülow. La publicación original de las sinfonías quinta y sexta había estado dedicada al gran pintor y violinista aficionado Jean-Auguste-Dominique Ingres. 

## Recepción y grabaciones

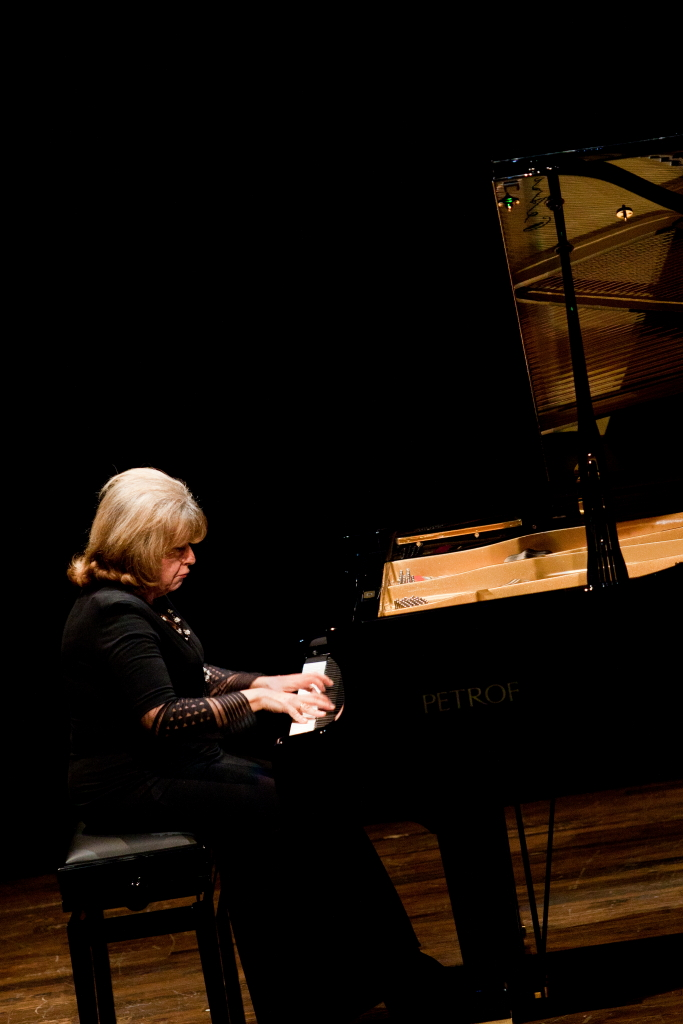
İdil Biret, la primera que grabó las transcripciones completas de las sinfonías

Vladimir Horowitz, en una entrevista de 1988, declaró: "Lamento profundamente no haber tocado nunca en público los arreglos de Liszt de las Sinfonías de Beethoven; estas son las mejores obras para piano; obras tremendas; cada nota de las Sinfonías está en las obras de Liszt". 
Las transcripciones de las Sinfonías de Beethoven de Liszt son poco conocidas fuera de los círculos musicales serios y estuvieron en relativa oscuridad durante más de 100 años después de su publicación. Sigue siendo un misterio por qué ninguno de los alumnos de Liszt interpretara o grabara estas obras. La primera grabación de cualquiera de ellas no fue hasta 1967, cuando Glenn Gould grabó la Quinta y Sexta Sinfonías. İdil Biret se convirtió en la primera pianista en grabar el ciclo completo, entre julio de 1985 y abril de 1986. Posteriormente, Cyprien Katsaris, Leslie Howard, Konstantin Scherbakov, Yury Martynov y Hinrich Alpers también grabaron las nueve.

En febrero de 1971, en el Trinity College de Dublín, el pianista irlandés Charles Lynch tocó la serie completa de las transcripciones de Liszt de las Sinfonías de Beethoven durante cuatro sábados por la noche sucesivos. El crítico del Irish Times, Charles Acton, rindió homenaje al logro de Lynch:
"Es dudoso que el propio Liszt las haya interpretado alguna vez como una serie. Desde su época, virtuosos individuales han interpretado algunas sinfonías de manera individual, pero es posible que Charles Lynch sea la primera persona que las haya interpretado todas como una serie pública, y todas en cuatro semanas. En ese sentido, podemos estar en presencia de un acontecimiento histórico. Ciertamente estamos en presencia de una hazaña física, mental, emocional e intelectual tremenda". 
İdil Biret interpretó las nueve sinfonías en el Festival de Montpellier de 1986 en cuatro recitales los días 26, 27 de julio y 2 y 3 de agosto de ese año.
En una entrevista de 2012, Cyprien Katsaris, después de interpretar públicamente la transcripción de Liszt de la Tercera Sinfonía Heroica por 79ª vez, dijo que "... llamó a su agente y le dijo que cambiara todos los programas porque no podía tocarla nunca más..." 
Frederic Chiu ha grabado las sinfonías quinta y séptima para Centaur Records. En sus notas de programa sugiere que "las partituras para piano de Liszt deben tomarse como una especie de evangelio con respecto a las intenciones de Beethoven con las sinfonías" debido a la perspectiva única de Liszt, al haber conocido a Beethoven en persona, haber escuchado a colaboradores y contemporáneos de Beethoven interpretar las Sinfonías, habiendo estudiado e interpretado las obras como pianista/transcriptor y como director musical en Weimar. Nadie en la historia podría pretender tener tanta exposición, perspicacia e integridad en lo que respecta a las intenciones de Beethoven en torno a las Sinfonías.
El musicólogo Alan Walker afirmó que las transcripciones de las Sinfonías de Beethoven de Liszt "son posiblemente el mayor trabajo de transcripción jamás completado en la historia de la música".